# Saronville
Saronville és una població dels Estats Units a l'estat de Nebraska. Segons el cens del 2000 tenia 61 habitants.

## Demografia
Segons el cens del 2000, Saronville tenia 61 habitants, 20 habitatges, i 15 famílies. La densitat de població era de 157 habitants per km².
Dels 20 habitatges en un 45% hi vivien nens de menys de 18 anys, en un 65% hi vivien parelles casades, en un 10% dones solteres, i en un 25% no eren unitats familiars. En el 25% dels habitatges hi vivien persones soles el 10% de les quals corresponia a persones de 65 anys o més que vivien soles. El nombre mitjà de persones vivint en cada habitatge era de 3,05 i el nombre mitjà de persones que vivien en cada família era de 3,73.
Per edats la població es repartia de la següent manera: un 37,7% tenia menys de 18 anys, un 8,2% entre 18 i 24, un 24,6% entre 25 i 44, un 14,8% de 45 a 60 i un 14,8% 65 anys o més.
L'edat mediana era de 32 anys. Per cada 100 dones de 18 o més anys hi havia 100 homes.
La renda mediana per habitatge era de 30.000 $ i la renda mediana per família de 31.250 $. Els homes tenien una renda mediana de 31.250 $ mentre que les dones 21.250 $. La renda per capita de la població era de 10.507 $. Aproximadament el 23,5% de les famílies i el 18,6% de la població estaven per davall del llindar de pobresa.

## Poblacions més properes
El següent diagrama mostra les poblacions més properes.